# Forskarfredag
Vetenskapsfestivalen ForskarFredag är ett årligt evenemang den sista fredagen och lördagen i september. Runt om i Europa erbjuds aktiviteter där forskare och allmänhet möts och allmänheten får prova på forskning – European Researchers' Night – som arrangerats sedan 2005.
ForskarFredag är en del av European Researchers' Night, en europeisk vetenskapsfestival utlyst av EU-kommissionen som finansieras av EU:s forskningsprogram Marie Skłodowska-Curie actions (MSCA) med syftet till att föra forskare och allmänheten närmare varandra och öka medvetenheten om forskning och innovation, skapa förståelse för hur forskare arbetar och hur forskning påverkar allas dagliga liv samt att uppmuntra unga till en forskningskarriär.

## Sverige
European Researchers’ Night har arrangerats i Sverige sedan 2005. 2006 knöts de svenska evenemangen samman under namnet ForskarFredag och samordnas av föreningen Vetenskap & Allmänhet. Aktiviteter arrangeras över hela Sverige av universitet och högskolor, science centers, kommuner, regionförbund, museum, arkiv, bibliotek, arkiv och forskningscenter. ForskarFredag infaller alltid den sista fredagen och lördagen i september, utom 2020 då European Researchers' Night och ForskarFredag flyttades till den sista fredagen och lördagen i november.

## Massexperiment
Sedan 2009 anordnas ett årligt massexperiment i anslutning till ForskarFredag där skolor och allmänhet över hela landet bjuds in att delta i ett riktigt forskningsprojekt i samarbete med forskare och hjälper forskare att ta fram ny kunskap
Massexperimenten är ett exempel på medborgarforskning (citizen science) och ger elever och andra intresserade möjlighet att få en introduktion till vetenskapliga metoder och en inblick i forskares systematiska arbetsmetoder, och därigenom stimulera intresset för forskning och vetenskap.
De massexperiment som har genomförts är:
- Svinnkollen (2020)[7]
- Stjärnförsöket (2019)[8]
- Nyckelpigeförsöket (2018)[9]
- Nyhetsvärderaren (2017)[10][11][12][13]
- Anslagstavlan (2016)[14]
- Tepåseförsöket (2015)[15][16]
- Grönsaksförsöket (2014)[17]
- Höstförsöket (2014)[18][19]
- Riskbilden (2012)[20]
- Bäst före-försöket (2011)[21]
- Akustikförsöket (2010)[22]
- Klassrumsmiljön (2009)[23]